# 拉马塔德洛索尔莫斯
拉马塔德洛索尔莫斯，是西班牙阿拉贡自治区特鲁埃尔省的一个市镇。总面积24平方公里，总人口265人（2018年），人口密度11人/平方公里。